# Спуманте (футбольный клуб)
«Спуманте» (рум. Spumante) — ныне несуществующий молдавский футбольный клуб из города Крикова, был основан в 1994 году.

## История
В сезоне 1994/95 команда дебютировала в Дивизионе «A», где заняла третье место. Это позволило клубу в следующем году выступать в Национальном дивизионе. В высшей лиге Молдовы сезона 1995/96 клуб занял 7 место. В Кубке Молдовы 1995/96 «Спуманте» сумел добраться до полуфинала, где уступил тираспольскому «Тилигулу». В следующем сезоне «Спуманте» был исключён из первенства, после второй по счёту неявки на матч, это случилось в игре 21 тура с клубом «Аттила». Клуб прекратил своё существование в 1997 году.

## Известные игроки
- Андриан Богдан
- Эмилиан Карас
- Олег Шишкин
- Юрий Гаврилов

## Известные тренеры
- Сергей Дубровин
- Илие Карп (1997)